# Soft Bomb(Album)
| Đánh giá chuyên môn | Đánh giá chuyên môn |
| Nguồn đánh giá      | Nguồn đánh giá      |
| Nguồn               | Đánh giá            |
| ------------------- | ------------------- |

Soft Bomb là album thứ ba của nhóm New Zealand The Chills, phát hành năm 1992. Đó là phần tiếp theo của ' Chuông tàu ngầm ' đã đạt vị trí số 1 tại New Zealand năm 1990. Được phát hành để đánh giá tốt, 'Soft Bomb' được theo sau bởi một chuyến lưu diễn vòng quanh thế giới với đội hình Chills mở rộng. Thật không may, giữa chuyến lưu diễn ở Mỹ của họ, sự hỗ trợ và khuyến mãi tài chính đã bị rút lại cho album và tour diễn. Đội hình này của ban nhạc đã tan rã và Martin Phillipps sẽ mất một thời gian để xây dựng lại ban nhạc. Phillipps chia tay công ty với Slash Records sau album và tour diễn này

## Theo dõi danh sách
Tất cả các bài hát được viết bởi Martin Phillipps.
1. "Quái vật nam từ Id"
2. "Bối cảnh"
3. "Đại dương"
4. "Bom mềm"
5. "không có hại trong việc cố gắng"
6. "Trường hợp lạ"
7. "Bom mềm II"
8. "Thật dài"
9. "Bài hát cho Randy Newman, v.v."
10. "Người khổng lồ ngủ quên"
11. "Mùa hè đôi"
12. "Thánh địa"
13. "Phai màu"
14. "không có điểm nào trong việc cố gắng"
15. "Giải trí"
16. "Sói nước"
17. "Bom mềm III"